# Leimatuʻa (Ort)
Leimatuʻa ist ein Ort in der Inselgruppe Vavaʻu im Norden des pazifischen Königreichs Tonga. Er ist der Hauptort des gleichnamigen Distrikts.
Leimatuʻa hat 1425 Einwohner (Stand 2021).

## Geographie
Leimatuʻa liegt nördlich der Bucht Vaipuua und östlich von Feletoa und Mataika. Im Westen liegt die Vaiutukakau Bay mit dem Talahele Beach.
Eine Verbindungsstraße führt nach Tefisi im Südwesten.

## Klima
Das Klima ist tropisch heiß, wird jedoch von ständig wehenden Winden gemäßigt. Ebenso wie die anderen Orte der Vavaʻu-Gruppe wird Leimatuʻa gelegentlich von Zyklonen heimgesucht.